# Doris Benegas Haddad
Doris María Benegas Haddad (Caracas, 1951-Valladolid, 2016) va ser una política i advocada espanyola, militant del castellanisme polític, establerta a la ciutat de Valladolid, dirigent de la coalició independentista Izquierda Castellana. També va ser germana del conegut polític socialista Txiki Benegas.

## Biografia
Va néixer a Veneçuela el 1951, filla de l'advocat, militant del PNB i exiliat José María Benegas Echeverría, i de mare veneçolana d'origen jueu provinent del Líban, Doris Haddad.
Als quatre anys va tornar a Espanya, residint a Sant Sebastià fins a la seva marxa a Valladolid als 21 anys. A Sant Sebastià havia obtingut la llicenciatura en Dret. A la ciutat castellana va treballar a FASA-Renault i va participar en les mobilitzacions obreres dels últims anys de la dictadura franquista i els primers de la Transició, durant els quals va ser militant de CCOO (sindicat del que en fou expulsada el 1979) i dirigent del Moviment Comunista (MC) a Castella i Lleó. Va ser detinguda dues vegades durant els anys finals del franquisme. El 1979, la seu del MC a Valladolid va ser incendiada per un grup ultradretà.
Benegas fou candidata a l'alcaldia de Valladolid el 1979 i 1983 sota les sigles Unidad Popular-Pueblo Revolucionario. Posteriorment, un grup de militants del MC, entre els quals es trobava Doris Benegas, va evolucionar cap a posicions d'esquerra castellanista i van fundar el 1985 Unidad Popular Castellana, de la qual Benegas va ser una de les màximes dirigents, així com una organització juvenil, les Juventudes Castellanas Revolucionarias (avui Yesca). Tots dos moviments, entre d'altres, van formar l'any 2000 el que avui és Izquierda Castellana.
Va figurar en el número 2 de la llista de la candidatura Iniciativa Internacionalista - La Solidaritat entre els Pobles (II-SP) en les eleccions al Parlament Europeu de l'any 2009. El cap de llista, Alfonso Sastre, va declarar, no obstant això, que en cas de ser escollit, cediria el seu escó a Doris Benegas. Durant el procés seguit pel Tribunal Suprem per a l'anul·lació de la candidatura d'II-SP (posteriorment anul·lat pel Tribunal Constitucional), les activitats de Doris Benegas en relació amb l'anomenat "entorn d'ETA" (el 1984 va participar en un míting d'Herri Batasuna, en un homenatge a l'etarra Pakito a l'any següent, així com una manifestació celebrada en Bilbao el 2004 de suport a la candidatura d'Herritarren Zerrenda (HZ) i al novembre de 2004 en un acte de suport a Batasuna) van ser alguns dels arguments utilitzats per instar a l'anul·lació d'aquesta candidatura.
En setembre de 2012 va ser imputada per l'Audiència Nacional d'Espanya com a organitzadora de la manifestació Rodea el Congreso per delictes contra les institucions.
A més de la seva activitat política, Doris Benegas ha desenvolupat una intensa labor com a advocada. Va formar part de l'acusació popular en el "cas de la colza", o en casos d'agressió sexual, així com en el judici contra el clan de narcotraficants val·lisoletans coneguts com "Los Monchines".
Al setembre de 2014 es va querellar contra Cristina Cifuentes i Ignacio Cosidó per prohibir l'exhibició de simbologia republicana durant la proclamació com a rei de Felip VI. Va ser detinguda el 4 d'octubre de 2014 en la manifestació Envolta el Congrés. Benegas va afirmar haver estat detinguda i agredida per les forces de seguretat sense cap motiu i va declarar també que el fet va ser «una venjança de la Delegació del Govern per la presentació de les querelles».